# Dorotea av Schleswig-Holstein-Sonderburg-Beck
Dorotea av Schleswig-Holstein-Sonderburg-Beck, född 24 november 1685 på Augustenborgs slott, död 25 december 1761 på Stäflö slott, var en tysk furstinna, prinsessa av Holstein-Beck och genom äktenskap markgrevinna av Brandenburg-Bayreuth. Hon var gift med markgreve Georg Fredrik Karl av Brandenburg-Bayreuth, och hennes son Fredrik III av Brandenburg-Bayreuth blev senare gift med den berömda författaren Wilhelmine av Preussen, syster till kung Fredrik den store av Preussen och Sveriges drottning Lovisa Ulrika.
Dorothea gifte sig 17 april 1709 i Berlin med markgreve Georg Fredrik Karl av Brandenburg-Bayreuth och paret bosatte sig på slottet i Weferlingen. År 1716 blev hon dömd för äktenskapsbrott och fängslad i Nürnberg. Vid makens död år 1734 släpptes hon ur fängelset. Hon blev officiellt dödförklarad och bosatte sig då i Sverige under namnet Dorothea von Ziedewitz som gäst hos landshövding von Brehmer och sedan hos dennas änka på Ingelstorp gård i Dörby socken utanför Kalmar. Senare bodde hon hos familjen Lewenhaupt på Stäflö mot en ersättning på 1000 daler, där hon avled 1761. Hon är begravd i Åby kyrka.

## Familj
Med markgreve Georg Fredrik Karl av Brandenburg-Bayreuth fick hon följande barn:
- Sofia Kristina Lovisa (1710–1739), gift 1731 med furst Alexander Ferdinand von Thurn und Taxis (1704–1773)
- Fredrik III (1711–1763), markgreve av Brandenburg-Bayreuth, gift:
  - 1) 1731 med Wilhelmine av Preussen
  - 2) 1759 med Sofia Karolina av Braunschweig-Wolfenbüttel (1737–1817)
- Vilhelm Ernst (1712–1733)
- Sofia Charlotta Albertina (1713–1747), gift 1734 med hertig Ernst August I av Sachsen-Weimar-Eisenach (1688–1748)
- Wilhelmine Sofia (1714–1749), gift 1734 med furst Karl Edzard av Ostfriesland (1716–1744)